# Вила-Реал
Ви́ла-Реа́л (порт.  Vila Real; [ˈvilɐ ʁiˈaɫ]) — город в Португалии, центр одноимённого округа и муниципалитета. Численность населения — 25 тыс. жителей (город), 50 тыс. жителей (муниципалитет). Город и муниципалитет входит в экономико-статистический регион Северный регион и субрегион Дору. По старому административному делению входил в провинцию Траз-уж-Монтиш и Алту-Дору.

## Расположение
Город расположен в 314 км на северо-восток от столицы Португалии города Лиссабона.
Муниципалитет граничит:
- на севере — муниципалитет Рибейра-де-Пена, Вила-Пока-де-Агиар
- на востоке — муниципалитет Саброза
- на юге — муниципалитет Пезу-да-Регуа
- на юго-западе — муниципалитет Санта-Марта-де-Пенагиан
- на западе — муниципалитет Амаранте
- на северо-западе — муниципалитет Мондин-де-Башту

## Население
| Население муниципалитета Вила-Реал (1801—2021) | Население муниципалитета Вила-Реал (1801—2021) | Население муниципалитета Вила-Реал (1801—2021) | Население муниципалитета Вила-Реал (1801—2021) | Население муниципалитета Вила-Реал (1801—2021) | Население муниципалитета Вила-Реал (1801—2021) | Население муниципалитета Вила-Реал (1801—2021) | Население муниципалитета Вила-Реал (1801—2021) | Население муниципалитета Вила-Реал (1801—2021) | Население муниципалитета Вила-Реал (1801—2021) | Население муниципалитета Вила-Реал (1801—2021) |
| ---------------------------------------------- | ---------------------------------------------- | ---------------------------------------------- | ---------------------------------------------- | ---------------------------------------------- | ---------------------------------------------- | ---------------------------------------------- | ---------------------------------------------- | ---------------------------------------------- | ---------------------------------------------- | ---------------------------------------------- |
| 1801                                           | 1849                                           | 1900                                           | 1930                                           | 1960                                           | 1981                                           | 1991                                           | 2001                                           | 2004                                           | 2006                                           | 2021                                           |
| 37 041                                         | 25 329                                         | 35 976                                         | 37 951                                         | 47 773                                         | 47 020                                         | 46 300                                         | 49 957                                         | 50 049                                         | 50 423                                         | 49 571                                         |

## История
Город основан в 1272 году.
В Вила-Реале проповедовал Максимиано Барбоза ди Соуза, известный как Падре Макс — католический священник и леворадикальный активист, убитый ультраправыми боевиками в 1976 году. Его именем названа одна из городских улиц. Другая улица Вила-Реала носит имя генерала Жайме Невиша, активного участника Революции гвоздик, окончившего школу в Вила-Реале.

## Достопримечательности
В 5 км от города расположен Дворец Матеуш, шедевр позднего португальского барокко, ставший в 2006 году финалистом проекта Семь чудес Португалии.

## Известные уроженцы
- Диогу Кан — выдающийся португальский мореплаватель XV века, открывший реку Конго.
- Симан Саброза — известный португальский футболист, игрок сборной.

## Районы

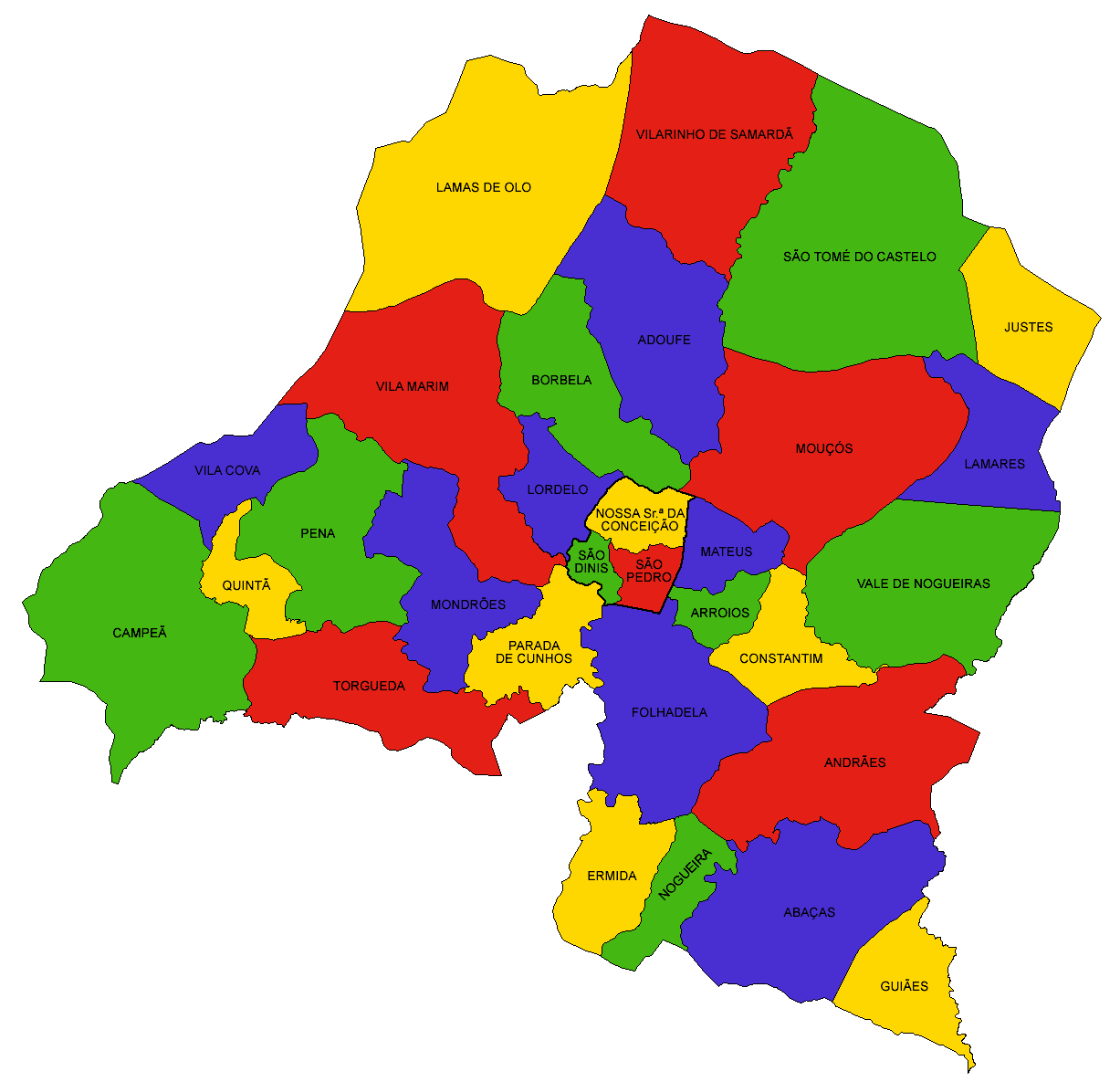
Районы муниципалитета Вила-Реал

| - Абасаш - Адофе - Андрайнш - Арройуш - Борбела - Кампеан - Конштантин - Эрмида - Фольядела - Гиайнш - Ламареш - Ламаш-де-Олу - Лорделу - Матеуш | - Мондройнш - Мосош - Ногейра - Носса-Сеньора-да-Консейсан - Парада-де-Куньюш - Кинтан - Сан-Диниш - Сан-Педру - Сан-Томе-ду-Каштелу - Торгеда - Вале-де-Ногейраш - Вила-Кова - Вила-Марин - Виларинью-де-Самардан |